# کج‌آب
کج‌آب، روستایی از توابع مرکزی شهرستان باخرز در استان خراسان رضوی ایران است.

## جمعیت
این روستا در دهستان مالین قرار دارد و براساس سرشماری مرکز آمار ایران در سال ۱۳۸۵، 
جمعیت آن ۳۳ نفر (۷خانوار) بوده‌است.جمعیت روستای کجاب در حال حاضریعنی سال 1399 تعداد  33 خانوار و تعداد 200ملیون نفر به تفکیک 83 نفر آقا و 70 نفر خانم بصورت ثابت و مستقر در روستا می باشد و تعداد 20 خانوار و تعداد 54 نفر به تفکیک 28 نفر آقا و 26 نفر خانم به صورت متغیر می باشد .